# 盤嶽の一生
『盤嶽の一生』（ばんがくのいっしょう）は、第二次世界大戦前の大衆文学作家・白井喬二の代表的小説である。真っ正直で常に真実を追い求めては裏切られる侍、阿地川 盤嶽（あぢがわ ばんがく）を主人公にした複数の短篇物語で、1933年（昭和8年）に日活時代の山中貞雄監督により大河内伝次郎主演で映画化された。フィルムプリントは現存していない。本作のシナリオを元に映画やテレビドラマとしてリメイクされている。「盤獄」は誤り。

## 略歴・概要
映画のリメイク版は岸松雄と新藤兼人が共同で脚色し、松林宗恵監督により『がんばれ! 盤嶽』のタイトルで1960年（昭和35年）に公開された。宝塚映画製作、東宝配給、小林桂樹主演。
テレビシリーズは3度製作されている。1度目は1958年10月20日 - 同年11月10日にKRT（現：TBSテレビ）系列で毎週月曜21:15 - 21:45（武田薬品工業一社提供『ウロコ座』枠）に放送された。水島道太郎主演。全4回。
2度目は1963年（昭和38年）2月6日 - 同年2月27日にNHKで毎週水曜日の20:00 - 20:30に放映された。嵐寛寿郎主演、全4回。
3度目は2002年（平成14年）3月5日 - 同年6月18日にフジテレビ系列で毎週火曜日の19:59 - 20:54に放映された。役所広司主演。第9話と第10話は地上波未放送であったが、2005年（平成17年）に時代劇専門チャンネルにて放映された。第1話と第2話は市川崑が監督を務めている。

## 1933年の映画
1933年6月15日公開。監督・脚色は山中貞雄、製作は日活、白黒、サイレント。

### スタッフ・作品データ
- 監督・脚色 : 山中貞雄
- 原作 : 白井喬二
- 撮影 : 吉田清太郎

- 製作 : 日活太秦撮影所
- 上映時間（巻数） : 12巻 / 2,595メートル
- フォーマット : 白黒映画 - スタンダードサイズ（1.33:1） - サイレント映画
- 公開日 :  日本 1933年6月15日
- 配給 :  日活
- 初回興行 : 浅草・富士館

### キャスト
- 阿地川盤嶽：大河内伝次郎
- 三輪嘉五郎：山本礼三郎
- 関屋献之助：芝田新
- 武富多平太：谷幹一
- たなやの若女房：吉野朝子
- 若主人：片岡左近
- 親父：實川延一郎
- 木ノ津親分：市川小文治
- 親分の娘：山田五十鈴
- 用心棒：山本冬郷
- 妹・お時さん：大倉千代子
- 医者龍伯：中村吉次
- 龍伯の娘：鈴村京子
- 正直忍斎：高勢実乗
- 地主佐兵衛：高木永二

## 1960年の映画
- 『がんばれ! 盤嶽』
  - 監督：松林宗恵
  - 主演：小林桂樹

## テレビドラマ

### 1958年版
三木鮎郎脚本。

#### キャスト
- 阿地河盤嶽：水島道太郎
- 市川子団次
- 坂東三津五郎
- 大木民夫
- 湊俊一
- 尾上九郎衛門
- 小松方正
- 西村晃
- 藤間大助
- 坂東鶴之助
- 金子信雄
- 左卜全

| KRT ウロコ座 | KRT ウロコ座 | KRT ウロコ座 |
| 前番組       | 番組名       | 次番組       |
| ------------ | ------------ | ------------ |
| 天の琴       | 盤嶽の一生   | 馬がものいう |

### 1963年版
丸根賛太郎脚本。1963年2月6日から27日「浪曲ドラマ」の枠で放送された。全4回。

#### キャスト
- 阿地川盤嶽：嵐寛寿郎
- 南原宏治
- 清水一郎
- 中村是好
- 谷幹一[2]
- 江幡高志
- 口演：国友忠

### 2002年版

#### 概要
局のHPなどで何度も告知がされながらも実際にOAされるまで数年の月日を要したという曰くつきの作品だが、内容はかつてよく見られた旅ものの時代劇である。ただし、この系統の作品でよく見られるお供の者が存在せず、レギュラーは盤嶽一人だけである。パターンとしては剣術の師から貰った名刀・日置光平（へきみつひら）を異常に愛している以外は普通の素浪人である盤嶽が毎回、色んな人の嘘に巻き込まれながら悪人を退治していくのが定番である。
前述の通りクランクアップからテレビ放送までの期間が長引いたため、その時点で既に死去していたり、芸能活動から引退したりしていた役者も幾つか出ている。それ故に第9話の出演者の一人が既に覚醒剤取締法の違反容疑で逮捕（放送直前の同年1月20日に大麻の所持が発覚したことによる）された後に地上波で放送されていたため、全10話分の映像が出揃った後にも関わらず、逮捕者が出演していなかった第8話までの放送をもって中途終了となった。最終回の第10話も地上波で放送されなかったのは、第9話の放送が不可能になったことによる話数調整によるもの。
2016年2月2日に、全10話を収録したDVD-BOXが発売された（発売元は時代劇専門チャンネル（日本映画放送）、販売元はポニーキャニオン）。

#### キャスト
- 阿地川盤嶽：役所広司

#### スタッフ
- 原作：白井喬二
- 監督：市川崑、山下智彦、津島勝、田中幹人、林徹、三村晴彦、斎藤光正、原田真治、小笠原佳文
- 脚本：田村恵、久里子亭、古田求
- 音楽：谷川賢作
- エンディングテーマ：masumi「REMEMBER」
- 撮影∶近藤健一
- 美術∶西岡善信
- 照明∶井上武
- 録音∶生水俊行
- 編集∶谷口登司夫
- 殺陣：宇仁貫三
- 音響効果∶斉藤昌利、アルカブース
- 現像・テレシネ：IMAGICAウェスト
- 制作協力：松竹京都映画
- 企画：能村庸一、西岡善信
- プロデューサー：遠藤龍之介、保原賢一郎、西村維樹
- 制作：フジテレビ、映像京都

#### 放映リスト
| 回 | サブタイトル     | 放映日                             | ゲスト |
| -- | ---------------- | ---------------------------------- | --- |
| 1  | わが愛刀よ       | 2002年3月5日                       | 三輪嘉五郎:石倉三郎 関屋猷之介:うじきつよし 武富多平太:立川三貴 各務十蔵:山根伸介 吾平:永妻晃 お倉:和泉敬子 孫兵衛:武井三二 馬子風の男:川崎博司 子供:田中雄也 藩士:小田島隆 ゆき江:鈴木京香                                                                                      |
| 2  | 絵図面の謎       | 2002年3月12日                      | 千恵:安達祐実 乾新之助:高橋和也 傘屋の紋次:ベンガル 研ぎ師銀造:上條恒彦 お初:根岸季衣 白井五郎左衛門:井上博一 月見屋満兵衛:曽我廼家文童 遊び人:高川裕也 おさらばお小夜:浅野ゆう子 諸木淳郎 阿木五郎 勝野賢三 杉山幸晴 森岡隆見 大川有香                                          |
| 3  | 津軽の男         | 2002年4月16日                      | おふみ:渡辺典子 龍伯:岡本信人 茶店の親爺:3代目江戸家猫八 田中平四郎:宇崎竜童 熊蔵:粟津號 才助:笹野高史 佐兵衛津村鷹志 仙吉:鷲生功 山城屋:金子研三 次郎作:大村波彦 双葉:服部妙子 老婆:五月晴子 稲森誠 西村郁弥 小島美保 金子珠美                                                  |
| 4  | みちづれ         | 2002年4月30日                      | 喜三郎:渡辺いっけい 源太:升毅 徳兵衛:六平直政 おとし:伊佐山ひろ子 文七:森川正太 民五郎:岩尾正隆 船頭:松尾勝人 子分:大矢敬典 子分:田尻茂一 お夏:南野陽子 |
| 5  | 落としもの       | 2002年5月14日                      | 金太:船越英一郎 銀平:阿南健治 黒岩の甚吉:坂本朗 平瀬の弥太郎:火野正平 おぶん:中江有里 清太郎:住田隆 磯辺新十郎:山本龍二 北村十内:南條豊 幸兵衛:青木卓司 久左衛門:上岡龍太郎 丸田屋伝兵衛:田中邦衛 宇仁貫三 石倉英彦 加藤正記 山崎貴司 岡山和之 本山力                            |
| 6  | 流れ者           | 2002年5月28日                      | おりき:伊藤かずえ 縄手の久六:河原さぶ 堪助:遠藤憲一 弥十:髙嶋政宏 お信:江口尚 文三:八十田勇一 木賃宿の主:徳山富夫 助五郎:大川ひろし 女中:神谷けいこ 桔梗屋の女将:吉本真由み 番頭:多賀勝一 客:原哲男 仙吉:大木こだま 茂兵衛:大木ひびき 田宮拓 辻本一樹 都京助 大迫英喜 松山真由子 |
| 7  | じゃじゃ馬馴らし | 2002年6月11日                      | 早坂環:中原果南 長太郎:池内万作 杉原数馬:井上肇 諸積乙也:赤羽秀之 岩田兵庫:永野典勝 岩田修理:黒部進 武蔵屋利兵衛:芝本正 徳兵衛:加藤正記 江川源八郎:円堂耕成 中橋甚五郎:大橋一三 堀田小三郎:柴田善行 小染:幡野真衣 僧侶:寺尾聰 早坂玄蕃:中村梅之助                                |
| 8  | 男と女           | 2002年6月18日                      | 清兵衛:石橋蓮司 おりん:広岡由里子 久左衛門:國村隼 源助:梨本謙次郎 お糸:田中規子 亥之助:谷口高史 花房寅之助:芦屋小雁 飴売り:入鹿尊 藩士:下元年世 山田:東田達夫 お蝶:桃井かおり |
| 9  | げんこつ親分     | 2005年5月9日 時代劇専門チャンネル  | おさわ:藤谷美紀 孝太郎:尾美としのり 徳三:佐藤B作 権太:木下ほうか 丑松:仁科貴 太左衛門:田山涼成 おとよ:紅萬子 弥兵衛:南方英二 荷車の男:徳井優 伊佐三:布施博 かとうあつき 中谷由香 石田直也 井上康                                                                                 |
| 10 | 二人ばんがく     | 2005年5月10日 時代劇専門チャンネル | 村田甚兵衛:益岡徹 高木主膳:神山繁 月姫:早坂好恵 小夜:佐藤友紀 山川源之助:伊藤洋三郎 弥生:竹本聡子 柴田十蔵:伊藤敏八 お筆:山口美也子 吾作:樋浦勉 浮田礼二郎:頭師孝雄 功刀明 中塚和代 池田勝志 阿南忠孝 唐木太 浜口悟 中尾洋子                                                     |

## 註
1. ↑  “盤嶽の一生”.  テレビドラマデータベース. 2020年3月17日閲覧。
2. ↑  1933年の#映画の出演者とは別人。

## 公式サイト
- 盤嶽の一生（1958年版） - テレビドラマデータベース
- 盤嶽の一生（1963年版） - テレビドラマデータベース
- 盤嶽の一生（2002年版） - テレビドラマデータベース
- 盤嶽の一生 - フジテレビによる公式サイト
- 盤嶽の一生 - BSフジによる公式サイト
- 盤嶽の一生 - 時代劇専門チャンネルBSフジによる公式サイト
- 時代劇DVDインフォメーション - ポニーキャニオンによる公式サイト。